# Шейланли
Шейланли (азерб. Şeylanlı) — село у Лачинському районі Азербайджану. Село розташоване на правому березі річки Гочазсу, за 49 км на північний захід від районного центру, міста Лачина та за 71 км на північ від міста Горіса.
Село вперше згадується у переліку поселень, що виплачували данину Татевському монастирю
З 1992 по 2020 рік було під Збройні сили Вірменії окупацією і називалось Шрвакан (вірм. Շրվական), входячи в Кашатазький район невизнаний Нагірно-Карабаська Республіка. 1 грудня 2020 в ході Другої карабаської війни села було звільнено Збройні сили Азербайджану (вірмени трактують це як окупацію).